# 前野嘉兵次
前野 嘉兵次（まえの かへいじ、生没年不詳（1600年没か））は、戦国時代および安土桃山時代から江戸時代にかけての武将。前野正吉の子。

## 生涯
嘉兵次は、尾張国の土豪・前野家の前野正吉の子に生まれる。前野家当主の前野長康に従い、本能寺の変後も変わらず長康の一門衆・家臣として活躍した。秀次事件が起きた際は、秀次家臣の前野忠康ら前野家一門衆を匿った石田三成のもとに忠康とともに身を寄せていたと考えられている。嘉兵次の没年は明らかではないが、もし忠康とともに三成のもとに身を寄せていたのであれば、関ヶ原の戦いで忠康ら前野党とともに討ち死にしていたと考えられる。実際、忠康とともに戦った前野家一門・前野九郎兵衛や前野三七郎らは関ヶ原にて戦死している。

## 氏族
前野氏は、桓武天皇皇子の良岑安世を始祖とする良岑氏の系統で、平安時代末期もしくは鎌倉時代初期に創設された氏である。良岑高成(原高成)の子である前野高長もしくはその曾孫である前野時綱が尾張国丹羽郡前野村（現在の愛知県江南市前野町〜大口町辺り）に移り住んで前野を名乗ったのが始まりとされている。嘉兵次の主君・前野長康は嘉兵次の父・正吉の兄で、いわば叔父である。

## 系譜
- 父：前野正吉
- 生母不明の子
  - 男子：前野喜右衛門